# Conceição (Vila Viçosa)
Conceição is een plaats (freguesia) in de Portugese gemeente Vila Viçosa en telt 4364 inwoners (2001).